# Rio di San Nicolo' dei Mendicoli

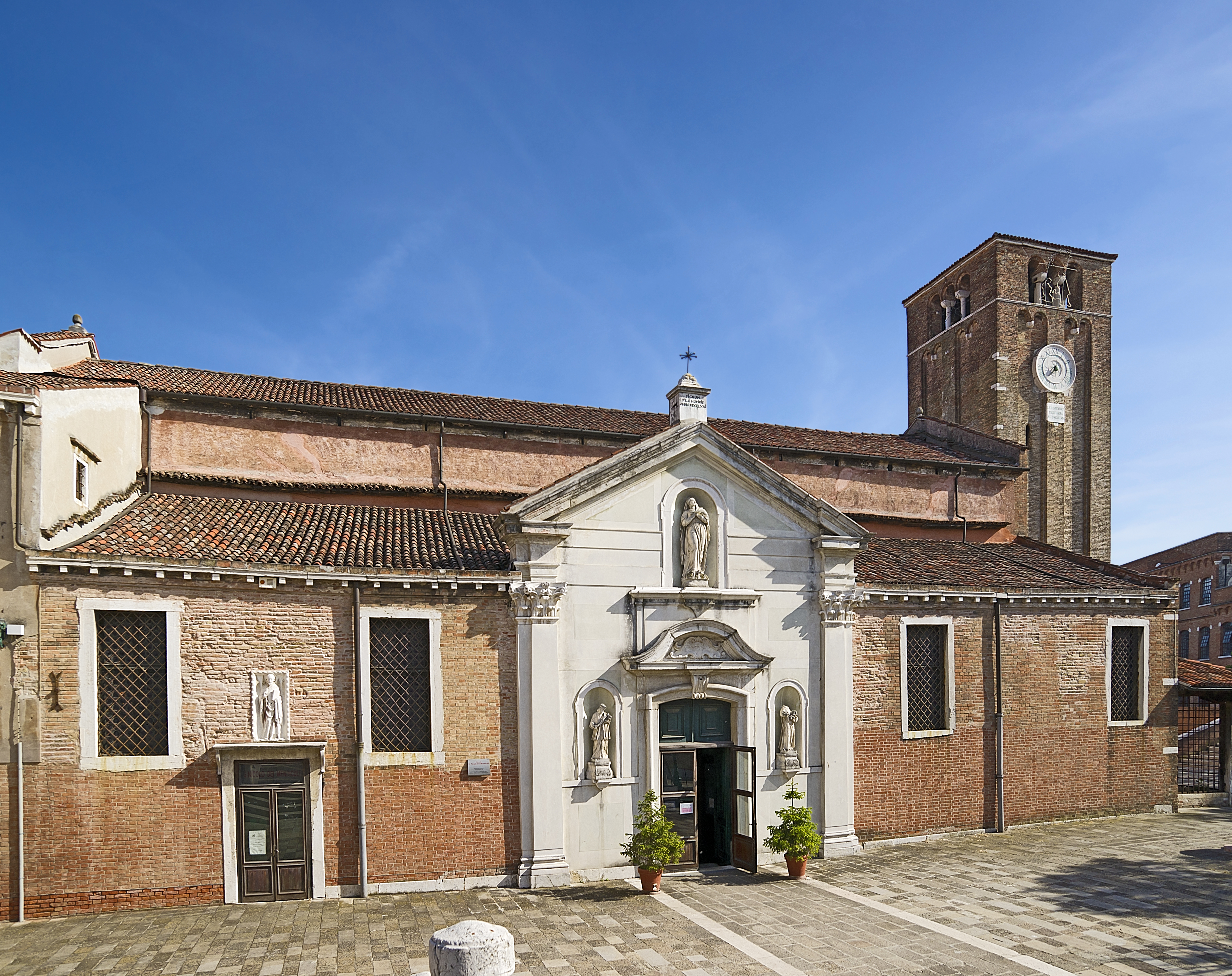
Biserica omonimă

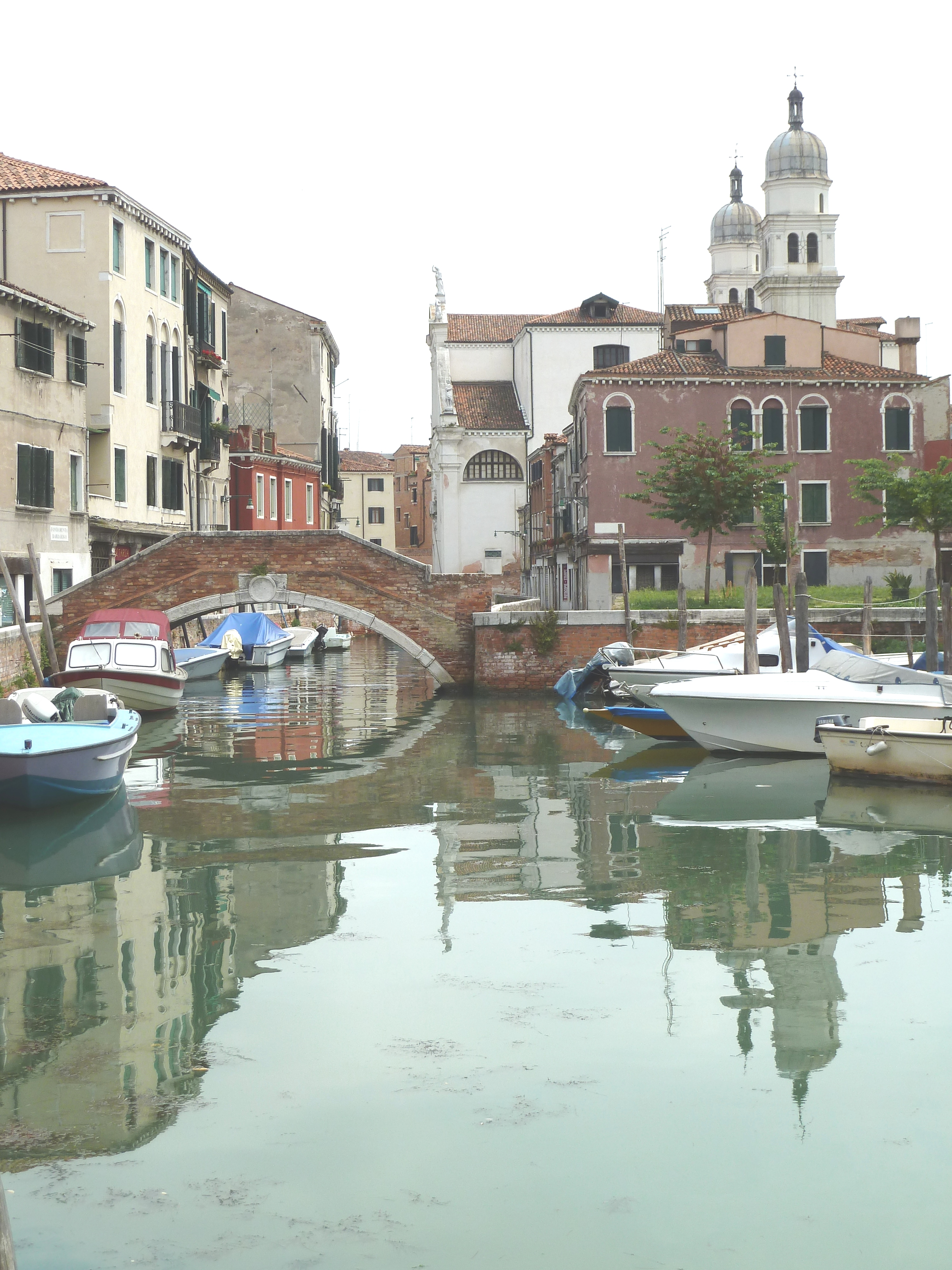
Ponte de la Piova

Rio di San Nicolo' dei Mendicoli (în venețiană: san Nicolò de Mendigoli ; canalul Sf. Nicolae al Cerșetorilor)  este un canal din Veneția în sestiere Dorsoduro. 

## Origine
Acest canal este numit după biserica San Nicolò dei Mendicoli, aflată în apropiere.

## Descriere
Rio de San Nicolò o lungime de aproximativ 230 de metri. El prelungește rio dell'Angelo Raffaele de la ponte de la Piova către sud-vest, apoi spre sud până în Canalul Giudecca.

## Localizare
- Acest canal se bifurcă venind din canalul Giudecca lăsând rio delle Terese pe malul său vestic.
- Pe malul acestui canal se află fondamenta Lizza.

## Poduri
Canalul este traversat de Ponte de la Piova care leagă Corte Maggiore de Fondamenta de la Pescaria  și este mărginit de rio de l'Anzolo Rafael și de un pod înainte de vărsarea în canalul Giudecca.